# Antibiotická rezistence
Antibiotická rezistence je odolnost infikujících organismů vůči antibiotikům. Vyskytuje se přirozeně a může být šířena cestováním s největším rizikem z Indie, kde rozšiřování napomáhá špatná hygiena. Zlepšení čistoty je doporučováno jako strategie k boji s rezistencí. Rezistence je také jedním z vedlejších efektů chybného (nad)užívání antibiotik a dezinfekce. Principem vzniku je podobná vývoji pesticidové rezistence u škůdců (například hmyzu). Přirozená rezistence se vztahuje na bakteriální druhy, které jsou mimo spektrum působení antibiotika, tj. nenesou zásahové struktury příslušné antimikrobiální látky. Získaná (sekundární) rezistence je následkem evoluce bakteriálního genomu a selekčního tlaku prostředí. Získaná rezistence vzniká buď jako důsledek mutací genu na bakteriálním chromozomu, nebo získáním genu od jiné bakterie (rezistentní na danou antimikrobiální látku). Antibiotickou rezistenci ovšem lze získat i bez expozice antibiotikům. Superbakterie například obsahují enzym New Delhi metalo-beta-laktamáza, rozšířeným z Indie, který se však vyskytuje i na odlehlých místech v přírodě. Může se tam přenést vzduchem.

## Evoluční předpoklady
Evoluční teorie genetické selekce vyžaduje, aby téměř 100 % infikujících organismů bylo zničeno pro prevenci genetické selekce na rezistenci. Přežije-li malá část populace bakterií léčbu a může-li se reprodukovat, průměrná susceptibilita (citlivost) nové populace na ničící sloučeninu bude mnohem menší než u původní populace, protože nová populace vyrostla z nemnohých organismů, které vydržely původní léčbu. Toto přežití je výsledkem dědičné rezistence na sloučeninu, která byla v původní populaci řídká, ale v novém potomstvu zcela selektovaném z těchto původně málo rezistentních organismů je mnohem častější. Jsou však rozdíly mezi způsoby chemické či fyzikální dezinfekce. Evoluce rezistence může být velmi rychlá.

## Vývoj rezistence na antibiotika ve světě
Geny rezistence jsou velmi staré. Například bakterie rezistentní na penicilin existovaly již před jeho užíváním. Mnohočetná léková rezistence je také stará.
Antibiotická rezistence se stala vážným problémem v rozvojových i vyspělých zemích. V roce 1984 polovině případů v USA způsobil aktivní tuberkulózu kmen, který byl rezistentní na alespoň jedno antibiotikum. Způsobuje to zvýšené podávání antibiotik v nemocnicích i u praktických lékařů, ale i nedokončená léčba antibiotiky. Pacienti často předepisování antibiotik sami vyžadují, aniž jsou si vědomi negativních účinků. Rozšiřování rezistentních bakterií pak napomáhají i sami pacienti. V některých zařízeních jako nemocnice a střediska pro děti je míra antibiotické rezistence natolik vysoká, že obyčejná levná antibiotika jsou prakticky nepoužitelná pro léčbu častých infekcí.[zdroj?] Zvýšená hygiena v nemocnicích ale pomáhá proti rezistenci. Rezistence však vede k častějšímu použití nových a dražších sloučenin, což obratem vede k dalšímu zvýšení rezistence na tyto nové léky a k nekončící snaze vyvinout nové a odlišné antibiotické látky pro udržení předstihu před infekcemi. Existují obavy, že věda nakonec ztratí tento předstih a některé bakteriálních infekce již nebude možné léčit. Nicméně jisté kombinace více antibiotik se zdají být účinné. Také problematika nedostatku mikronutrientů může stav změnit. Ovšem zatímco rezistence na jisté původce roste, tak na jiné původce časem rezistence klesá.
Jedním z příkladů selekce je bakterie Staphylococcus aureus (zlatý stafylokok), která byla úspěšně léčena penicilinem v 40. a 50. létech 20. století. V současnosti jsou téměř všechny její kmeny rezistentní na penicilin a mnoho je rezistentních na nafcilin, což nechává jen úzký výběr léků jako vancomycin pro účinnou léčbu. Situaci zhoršuje fakt, že geny kódující antibiotickou rezistenci mohou být přenášeny mezi bakteriemi; to umožňuje bakteriím, které nikdy nebyly vystaveny působení antibiotik, získat rezistenci od těch, které ji mají. Problém antibiotické rezistence se zhorší, když jsou antibiotika použita na léčbu nemocí, u kterých nemají žádný účinek, např. rýma nebo jiné virové nemoci a když jsou široce používána k prevenci a ne léčbě (např. v potravě pro zvířata), protože to vystaví rezistenční selekci více bakterií.
Velké množství antibiotik se používá také v zemědělství. Evropské zemědělství v roce 2018 spotřebovalo přes 6 tisíc tun antibiotik, z toho české přes 40 tun. Asi 14 % spotřeby tvoří látky, které Světová zdravotnická organizace zařadila na seznam kriticky důležitých léků nejvyšší priority. V USA se užívají antibiotika i k růstu hospodářských zvířat, což je v Evropské unii zakázáno. WHO proto nabádá, aby tato praxe byla opuštěna a nezhoršovalo se šíření rezistence. Zdrojem rezistentních bakterií může být i potrava pro psy. Campylobacter jejuni se pak přes psa či kočku přenese na člověka,  takže se jistá domácí zvířata vůbec nedoporučují pro rodiny s dětmi mladšími 5 let.

## Mechanismy rezistence
U bakterií se vyvinuly různé mechanismy jak neutralizovat účinek antibiotik. Mezi nejrozšířenější patří enzymatická inaktivace, snížená permeabilita bakteriálních obalů, vylučování antibiotika z bakteriální buňky, modifikace nebo nahrazení cíle působení antibiotika.

## Šíření antibiotické rezistence
Přenos genů způsobujících rezistenci se uskutečňuje mobilními částicemi jako jsou plazmidy, transpozony a integrony. Geny jsou předávány během dělení z buňky mateřské do buněk dceřiných, nebo také různými mechanizmy i do buněk bakterií různých druhů. Mechanizmy přenosu jsou transdukce, konjugace, transpozice a transformace.